# Brita-Arena
Brita-Arena – stadion piłkarski w Wiesbaden, w Niemczech. Swoje spotkania na obiekcie rozgrywają piłkarze klubu SV Wehen Wiesbaden. Jego pojemność wynosi 12 556 widzów.
Stadion został wybudowany i otwarty w 2007 roku, po awansie SV Wehen do 2. Bundesligi. Budowa obiektu zajęła zaledwie cztery miesiące. Przed otwarciem Brita-Areny drużyna SV Wehen swoje spotkania rozgrywała na Stadion am Halberg. Stadion znajduje się tuż obok lekkoatletycznego Helmut-Schön-Sportpark. Obiekt był jedną z aren Mistrzostw Europy w Futbolu Amerykańskim 2010.